# Miguel Ángel Falasca
Miguel Ángel Falasca Fernández (Mendoza, 29 de abril de 1973-Monza, 22 de junio de 2019) fue un voleibolista argentino naturalizado español.

## Biografía
Hijo de un argentino y una española, con diez años comenzó a jugar al voleibol porque su padre había jugado anteriormente y se metió en el equipo. A los dieciséis años se instaló en España junto a sus padres, hermanas y hermano pequeño Guillermo Falasca debido la inestabilidad económica en el país sudamericano. Tras su paso por Málaga, estuvo concentrado en la selección junior española durante dos años, equipo que logró el subcampeonato de Europa junior. Finalizado este periodo fichó por el Gran Canaria, donde jugó 4 temporadas logrando varios títulos de liga y Copa del Rey.
En 1997 marchó a la Liga Italiana de Voleibol jugando su primer año en las filas del Bolonia y dos años en Ferrara. A partir del año 2000 jugó dos temporadas el Roeselare de la liga belga, periodo en el que ganaron la Top Team Cup europea, dos años después volvió a Italia para jugar en el Módena.
En 2003 fichó por el Sonamar Palma donde fue el capitán del equipo. Con este equipo consiguió tres Superligas, dos Copas de Rey, además de los subcampeonatos de la Challenge Cup y la Copa CEV.
En 2008 abandonó las filas del Palma y fichó por el Belchatow de Polonia, con el que fue una vez semifinalista y otra finalista de la Liga de Campeones, además de ganar tres ligas y tres copas polacas. En 2012 fichó por el Ural Ufa ruso, donde logró el subcampeonato de la liga rusa. Finalmente con 40 años anunció su retirada como jugador. En 2013 fichó como entrenador del Belchatow, y en ese primer año consiguió la liga con dicho equipo. Estuvo 3 años al frente del equipo logrando un título de liga, de copa polaca y una clasificación a la Final Four de Champions. En 2016 fichó como entrenador en el Vero Volley Monza, en la liga italiana, donde lideró durante dos años al equipo masculino y uno el equipo femenino, ambos de la Serie A. En este periodo se logró el primer título importante del club, la Challenge Cup.

## Selección nacional
Debutó con la selección masculina de voleibol de España en 1993. Consiguió ser octavo en el Mundial de 1998 y noveno en los Juegos Olímpicos de Sídney 2000. En 2004 volvió a la selección para luchar por la clasificación para los Juegos Olímpicos de Atenas 2004. En 2005 consiguió el bronce en la Liga Europea de Voleibol, siendo campeón en 2007 y finalista en 2009. En 2007 ganó el Europeo de voleibol. Este año fue nombrado mejor colocador de la Copa del Mundo celebrada en Japón.

## Fallecimiento
Murió el 22 de junio de 2019 de un infarto en el hotel de Monza donde se alojaba. Había acudido allí para estar en la boda del segundo entrenador del Saugella Monza.